# Campionati europei di nuoto in vasca corta 2010 - 100 metri stile libero femminili
Le qualifiche per la semifinale si sono svolte la mattina del 25 novembre 2010, mentre la semifinale è svolta la sera dello stesso giorno. La finale si è svolta la sera del 26 novembre 2010.

## Medaglie
| Posizione | Atleta              | Paese       |
| --------- | ------------------- | ----------- |
| Oro       | Ranomi Kromowidjojo | Paesi Bassi |
| Argento   | Femke Heemskerk     | Paesi Bassi |
| Bronzo    | Britta Steffen      | Germania    |

## Record
Prima della manifestazione il record del mondo (RM), il record europeo (EU) e il record dei campionati (RC) erano i seguenti.
| Record mondiale       | 51.01 | Lisbeth Trickett Australia    | 10 agosto 2009 Hobart, Australia   |
| Record europeo        | 51.19 | Francesca Halsall Regno Unito | 22 novembre 2009 Singapore         |
| Record dei campionati | 51.35 | Inge Dekker Paesi Bassi       | 11 dicembre 2009 Istanbul, Turchia |

Durante la competizione non sono stati migliorati record.

## Risultati batterie
| Pos. | Atleta                       | Nazionalità | Tempo | Batteria | Corsia | Note |
| ---- | ---------------------------- | ----------- | ----- | -------- | ------ | ---- |
| 1    | Femke Heemskerk              | Paesi Bassi | 52.01 | 4        | 4      |      |
| 2    | Ranomi Kromowidjojo          | Paesi Bassi | 52.20 | 5        | 4      |      |
| 3    | Inge Dekker                  | Paesi Bassi | 52.85 | 6        | 4      |      |
| 4    | Daniela Schreiber            | Germania    | 53.05 | 5        | 5      |      |
| 5    | Britta Steffen               | Germania    | 53.64 | 4        | 5      |      |
| 6    | Lisa Vitting                 | Germania    | 53.86 | 6        | 3      |      |
| 7    | Hanna-Maria Seppälä          | Finlandia   | 54.04 | 6        | 5      |      |
| 8    | Silke Lippok                 | Germania    | 54.07 | 5        | 3      |      |
| 9    | Sviatlana Khakhlova          | Bielorussia | 54.45 | 2        | 1      |      |
| 9    | Annelies De Mare             | Belgio      | 54.45 | 6        | 2      |      |
| 11   | Miroslava Najdanovski        | Serbia      | 54.56 | 6        | 6      |      |
| 12   | Cecilie Johannessen          | Norvegia    | 54.63 | 5        | 6      |      |
| 13   | Ilse Kraaijeveld             | Paesi Bassi | 54.75 | 4        | 6      |      |
| 13   | Chiara Masini Luccetti       | Italia      | 54.75 | 4        | 7      |      |
| 15   | Ragnheidur Ragnarsdottir     | Islanda     | 54.83 | 5        | 2      |      |
| 16   | Kira Volodina                | Russia      | 54.95 | 5        | 8      |      |
| 17   | Anastasia Aksenova           | Russia      | 55.11 | 4        | 3      |      |
| 18   | Danielle Carmen Villars      | Svizzera    | 55.18 | 3        | 5      |      |
| 19   | Theodora Drakou              | Grecia      | 55.35 | 4        | 2      |      |
| 20   | Burcu Dolunay                | Turchia     | 55.47 | 6        | 8      |      |
| 21   | Yuliya Khitraya              | Bielorussia | 55.48 | 1        | 4      |      |
| 22   | Nina Sovinek                 | Slovenia    | 55.62 | 3        | 4      |      |
| 22   | Mirosalva Syllabova          | Slovacchia  | 55.62 | 3        | 3      |      |
| 22   | Anja Trisic                  | Croazia     | 55.62 | 3        | 7      |      |
| 25   | Nadiya Koba                  | Ucraina     | 55.67 | 3        | 8      |      |
| 26   | Katja Hajdinjak              | Slovenia    | 55.74 | 4        | 1      |      |
| 27   | Henriette Brekke             | Norvegia    | 55.94 | 6        | 1      |      |
| 28   | Verena Klocker               | Austria     | 56.03 | 5        | 7      |      |
| 29   | Nina Drolc                   | Slovenia    | 56.09 | 5        | 1      |      |
| 30   | Nicol Samsonyk               | Israele     | 56.18 | 1        | 3      |      |
| 30   | Oxana Serikova               | Ucraina     | 56.18 | 4        | 8      |      |
| 32   | Mathilde Cini                | Francia     | 56.28 | 2        | 3      |      |
| 33   | Sarah Rolko                  | Lussemburgo | 56.32 | 3        | 2      |      |
| 34   | Valeriya Podlesna            | Ucraina     | 56.52 | 2        | 4      |      |
| 35   | Ingibjoerg Kristi Jonsdottir | Islanda     | 56.94 | 3        | 6      |      |
| 36   | Monica Johannessen           | Norvegia    | 57.09 | 6        | 7      |      |
| 37   | Anna Santamans               | Francia     | 57.23 | 3        | 1      |      |
| 38   | Nina Cesar                   | Slovenia    | 57.43 | 2        | 5      |      |
| 39   | Aleksandra Kovaleva          | Bielorussia | 58.23 | 1        | 5      |      |
| 40   | Katriin Kersa                | Estonia     | 59.12 | 2        | 2      |      |
| 41   | Tess Grossmann               | Estonia     | 59.32 | 2        | 6      |      |
| 42   | Milica Markovic              | Montenegro  | 59.64 | 2        | 7      |      |

## Semifinali
| Pos. | Atleta                   | Nazionalità | Tempo | Batteria | Corsia | Note |
| ---- | ------------------------ | ----------- | ----- | -------- | ------ | ---- |
| 1    | Ranomi Kromowidjojo      | Paesi Bassi | 51.94 | 1        | 4      |      |
| 2    | Femke Heemskerk          | Paesi Bassi | 52.08 | 2        | 4      |      |
| 3    | Daniela Schreiber        | Germania    | 53.39 | 2        | 5      |      |
| 4    | Hanna-Maria Seppälä      | Finlandia   | 53.61 | 2        | 3      |      |
| 5    | Britta Steffen           | Germania    | 53.70 | 1        | 5      |      |
| 6    | Miroslava Najdanovski    | Serbia      | 54.14 | 1        | 6      |      |
| 7    | Chiara Masini Luccetti   | Italia      | 54.26 | 1        | 2      |      |
| 8    | Sviatlana Khakhlova      | Bielorussia | 54.42 | 1        | 3      |      |
| 9    | Anastasia Aksenova       | Russia      | 54.46 | 2        | 1      |      |
| 10   | Theodora Drakou          | Grecia      | 54.66 | 2        | 8      |      |
| 11   | Cecilie Johannessen      | Norvegia    | 54.71 | 2        | 2      |      |
| 12   | Kira Volodina            | Russia      | 54.78 | 1        | 7      |      |
| 13   | Ragnheidur Ragnarsdottir | Islanda     | 54.91 | 2        | 7      |      |
| 14   | Annelies De Mare         | Belgio      | 54.93 | 2        | 6      |      |
| 15   | Burcu Dolunay            | Turchia     | 55.42 | 1        | 8      |      |
| 16   | Danielle Carmen Villars  | Svizzera    | 55.54 | 1        | 1      |      |

## Finale
| Pos. | Atleta                 | Nazionalità | Tempo | Corsia | Note |
| ---- | ---------------------- | ----------- | ----- | ------ | ---- |
|      | Ranomi Kromowidjojo    | Paesi Bassi | 51.44 | 4      |      |
|      | Femke Heemskerk        | Paesi Bassi | 52.02 | 5      |      |
|      | Britta Steffen         | Germania    | 52.92 | 2      |      |
| 4    | Hanna-Maria Seppälä    | Finlandia   | 53.46 | 6      |      |
| 5    | Daniela Schreiber      | Germania    | 53.57 | 3      |      |
| 6    | Miroslava Najdanovski  | Serbia      | 54.14 | 7      |      |
| 7    | Chiara Masini Luccetti | Italia      | 54.27 | 1      |      |
| 8    | Sviatlana Khakhlova    | Bielorussia | 54.50 | 8      |      |